# Střední Chorvatsko

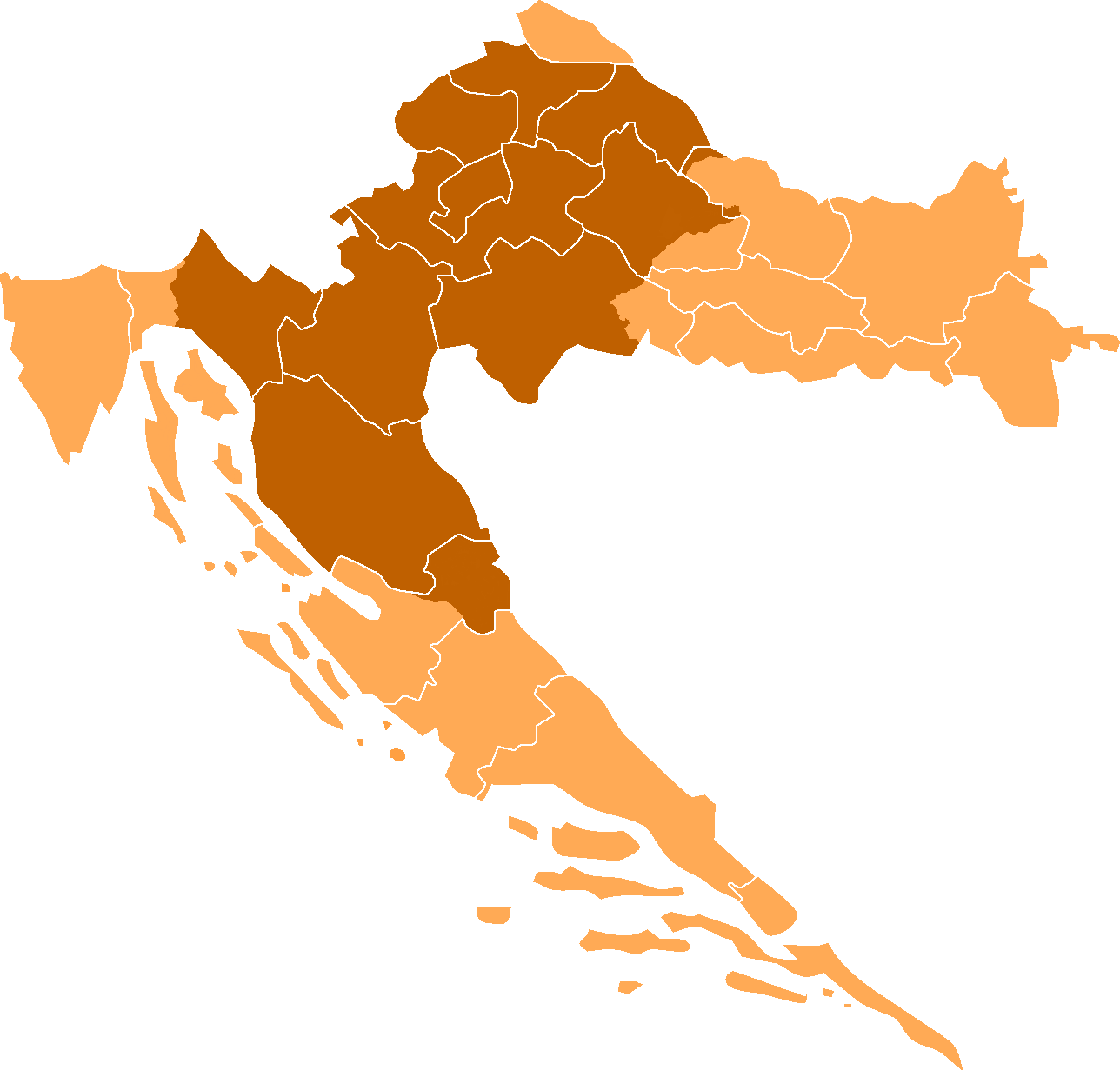
Vlastní Chorvatsko na mapě současné Chorvatské republiky

Střední či Vlastní Chorvatsko (chorvatsky Središnja Hrvatska; německy Kernkroatien) je jednou z pěti historických chorvatských zemí, v jejichž rámci bylo zemí hlavní. K tomuto území se vázal titul chorvatského knížete a později krále, právě tato země dala i název celému dnešnímu Chorvatsku. Metropolí země je už od 11. století Záhřeb, jenž se od 20. let 17. století (kdy do něj přesídlil chorvatský bán) stal i hlavním městem zbytku všech chorvatských zemí a v 19. století byl během chorvatského národního obrození vyvolen za hlavní centrum chorvatského národa.
Součástí Středního Chorvatska je také Přímoří – tj. pobřežní pás od Rijeky na severu po Karlobag na jihu, kde hraničí s Dalmácií (naopak od Rijeky na západ leží Istrie). Na severu tvoří hranici s Maďarskem a Mezimuřím řeka Dráva. Hranici se Slavonií na východě částečně tvoří řeky Ilova, Pakra a Sáva.
Střední Chorvatsko po roce 1918 už neexistuje jako zvláštní celek. Po rozpadu Jugoslávie a vzniku nezávislého Chorvatska (1991) je v současnosti celé Chorvatsko děleno na župy, které se s původními zemskými hranicemi nekryjí. Území Středního Chorvatska je rozděleno mezi tyto župy:
- Záhřebská župa a město Záhřeb
- Varaždinská župa
- Karlovacká župa
- Krapinsko-zagorská župa
- Sisacko-moslavinská župa – východní část ohraničená řekami Pakra a Sáva s městem Novska a opčinami Lipovljani a Jasenovac je již součástí Slavonie
- Koprivnicko-križevecká župa
- Bjelovarsko-bilogorská župa – západní část, východní část od řeky Ilova historicky patří ke Slavonii
- Přímořsko-gorskokotarská župa – většina až na západní třetinu, která už patří k historické Istrii
- Licko-senjská župa
- Zadarská župa – pouze opčina Gračac v severovýchodní části
- Viroviticko-podrávská župa – pouze severozápadní část opčiny Pitomača a vesnice Jasenaš v opčině města Virovitica, zbytek župy patří ke Slavonii
- Mezimuřská župa – je také někdy počítána jako součást vlastního Chorvatska